# Cicindela sedecimpunctata
Cicindela sedecimpunctata este o specie de insecte coleoptere descrisă de Johann Christoph Friedrich Klug în anul 1834. Cicindela sedecimpunctata face parte din genul Cicindela, familia Carabidae. Această specie nu are alte subspecii cunoscute.